# داني كيني
داني كيني (بالإنجليزية: Daniel William Keane)‏ هو مجدف نيوزيلندي، ولد في 21 مارس 1951 في هاميلتون في نيوزيلندا.

## وصلات خارجية
- داني كيني على موقع الاتحاد الدولي للتجديف (الإنجليزية)
- داني كيني على موقع أوليمبيديا (الإنجليزية)